# Regalia

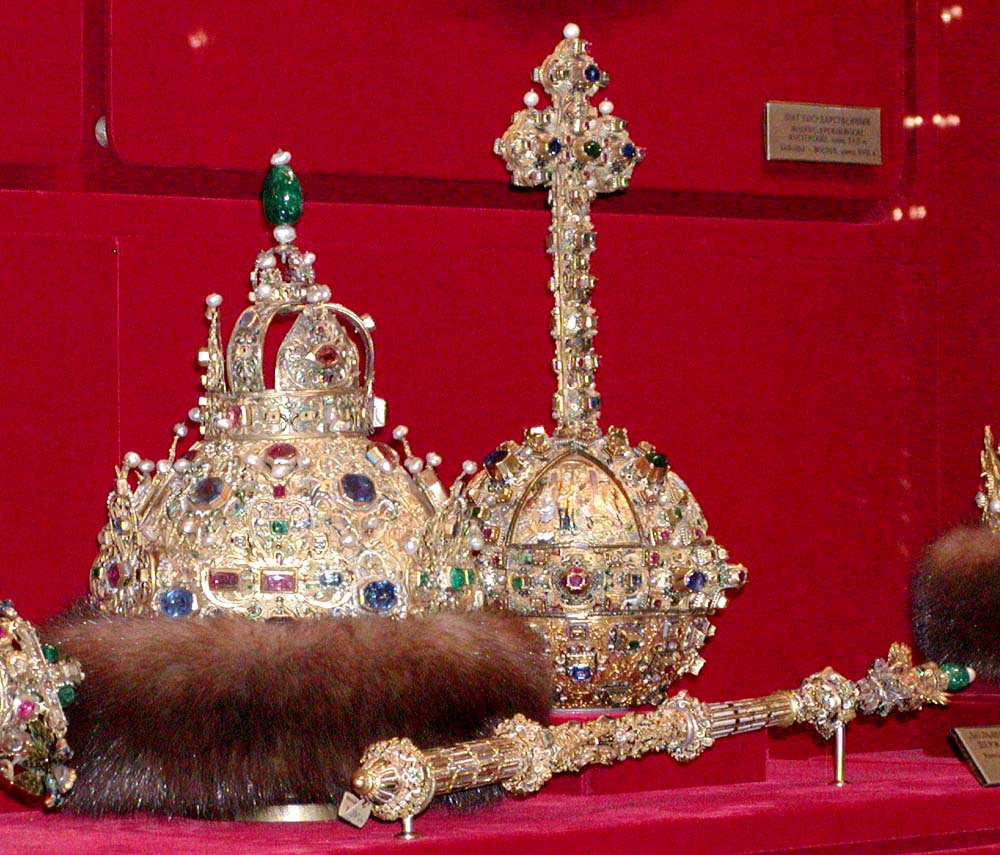
Regalia do Império Russo.

Regalia (do castelhano regalía, e este do latim medieval regalia, 'as coisas do rei', neutro plural de regalis, 'do rei') é o termo latino plurale tantum que designava, na Idade Média, cada um dos direitos, prerrogativas e privilégios (designados no latim medieval como iura regalia ou apenas regalia) de um soberano, tais como emitir moeda, nomear juízes, fixar e arrecadar tributos e dispor de bens vacantes.  
Posteriormente, o termo passou a se referir também ao conjunto de objetos simbólicos de um rei, imperador ou outra autoridade, tais como suas   insígnias. Ao longo da história, cada monarquia foi apresentando as suas próprias  regalias que, muitas vezes, têm origens lendárias e são conservadas preciosamente como tesouros nacionais. Entre as regalias encontram-se instrumentos litúrgicos e do sagrado e as vestes e joias reais, como a coroa, o Cap of Maintenance, o globus cruciger, o manto real, diademas e tiaras, cetros, espadas, manguais, pulseiras, anéis, etc..